# Frédéric Cuvier
Pour les articles homonymes, voir Cuvier.
Cet article possède un paronyme, voir Frédéric Cuvillier.
Georges Frédéric Cuvier, né le 28 juin 1773 à Montbéliard et mort le 24 juillet 1838 à Strasbourg, est un zoologiste et paléontologue français.

## Biographie

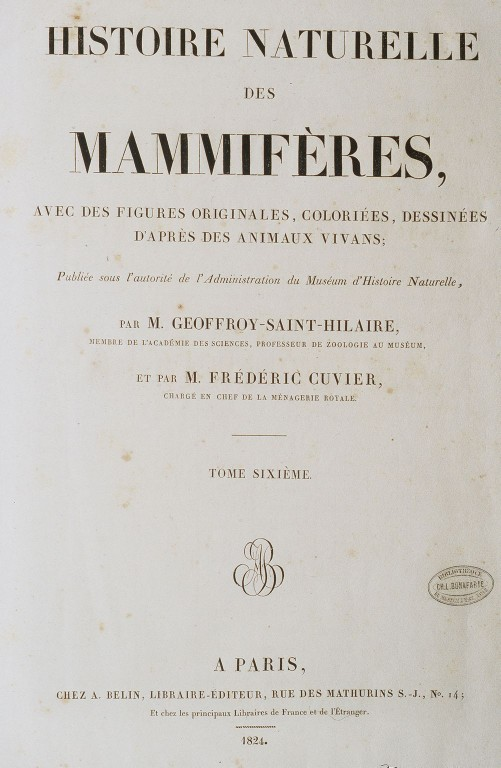
Histoire naturelle des mammifères (t. 6)

Il est le frère cadet du naturaliste Georges Cuvier. Après avoir montré peu d’intérêt pour l’école, il est mis en apprentissage chez un horloger de Montbéliard. Il entame son tour de France lorsque son frère l’appelle auprès de lui à Paris, en 1797. Il découvre alors l’histoire naturelle et travaille notamment avec Jean-Baptiste Biot (1774-1862) sur la pile voltaïque.
Il est nommé garde de la ménagerie du Muséum national d'histoire naturelle en 1803, puis inspecteur de l’Académie de Paris en 1810.
En 1825, Frédéric Cuvier considère les dents des Mammifères comme des caractères zoologiques de cette classe. Il est élu membre de l’Académie des sciences en 1826 et devient inspecteur général des universités cinq ans plus tard.
En 1829, Frédéric Cuvier partage les Mammifères en onze ordres, à savoir : Quadrumanes, Insectivores, Carnivores, Phoques, Marsupiaux frugivores, Rongeurs, Édentés, Monotrèmes, Pachydermes, Ruminants et Cétacés. 
La même année, son frère Georges Cuvier (1769-1832) conserve neuf ordres ainsi rangés : Bimanes, Quadrumanes, Carnassiers, Marsupiaux, Rongeurs, Édentés, Pachydermes, Ruminants et Cétacés.
Frédéric Cuvier publie l'Histoire naturelle des Cétacés (2 volumes, 1836) et collabore dès 1824 avec Étienne Geoffroy Saint-Hilaire à la rédaction déjà en cours depuis 1818 de l'Histoire naturelle des Mammifères (1818-1842).
Il obtient, en 1837, la chaire de physiologie comparée, spécialement créée pour lui. L’année suivante, il obtient la direction de la ménagerie. Il s’intéresse particulièrement aux comportements des animaux et à l’intelligence des animaux.
Il est le père de Frédéric Cuvier, conseiller d'État, sous-gouverneur de la Banque de France.

## Principales publications
- Histoire naturelle des mammifères, avec des figures originales coloriées, dessinées d’après les animaux vivants, avec Étienne Geoffroy Saint-Hilaire (1818-1842)
- Des Dents des mammifères considérées comme caractères zoologiques (1825)
- De l'Histoire naturelle des cétacés, ou Recueil et examen des faits dont se compose l'histoire naturelle de ces animaux, Librairie encyclopédique de Roret (Paris), 1836, Texte en ligne disponible sur LillOnum
- De l'Histoire naturelle des cétacés, ou Recueil et examen des faits dont se compose l'histoire naturelle de ces animaux, Atlas, Librairie encyclopédique de Roret (Paris), 1836, Texte en ligne disponible sur LillOnum

Frédéric Cuvier a dirigé, à partir de 1816, le Dictionnaire des sciences naturelles en 60 volumes.